# 第2アジア・太平洋ケーブルネットワーク
第2アジア・太平洋ケーブルネットワーク (Asia Pacific Cable Network 2, APCN2) は、日本、台湾、中国、韓国、マレーシア、シンガポールを結ぶ環状海底光ファイバー網。2001年12月20日に運用を開始した。

## 概要
プロジェクトはNECが保有している。建設費用は約1250億円で、ケーブルの総延長は19,000km。日本側では茨城県北茨城と千葉県千倉（現:南房総市）の2箇所で陸揚げされている。回線の一部に障害が発生しても短時間で自動復旧出来るセルフヒーリング機能に対応しているが、これはアジア地域では初の導入例。運用当初の回線容量は80Gbit/secであったが、2002年には倍の160Gbit/secに増速した。2006年1月16日、NECはケーブルの容量を280Gbpsにアップグレードするための契約を締結したことを発表し、2007年に完成した。

## 陸揚げ地点
- 日本 北茨城 NTT
- 日本 千倉 KDDI
- 韓国 釜山 韓国テレコム
- 中国 崇明県 チャイナテレコム
- 中国 崇明区 中国電信
- 中国 淡水区 中華電信
- 香港 ランタオ島 リーチ
- フィリピン バタンガス PLDT
- マレーシア クアンタン テレコム マレーシア
- シンガポール カトン SingTel

## 損傷
2006年12月27日、2006年恒春地震により、中国の汕頭と台湾の淡水の間、および香港のランタオ島と中国の崇明の間のケーブルが損傷を受けた。これにより、アジアからの海外Webサイトへのインターネットアクセスが1か月以上中断された。
2009年8月12日、ケーブルはさらに損傷を受け、香港、中国、台湾、フィリピン、シンガポール、および東京からの接続に影響を与えた。
2010年6月、ケーブルに重大な障害が発生し、フィリピンのインターネットアクセスが中断された。
2011年3月11日、ケーブルは2011年の東日本大震災により損傷を受けた。
2014年3月23日、3月21日に発生したS4Aでの既存の海底ケーブル断線の後、APCN2ケーブルが損傷した。
2015年1月7日、シンガポールとアジア太平洋間のケーブルに障害が発生した。この停止により、2015年1月7日からシンガポールとアジア太平洋地域で帯域幅の制限と重大な遅延の問題が発生し、2015年1月31日に解決された。
2017年4月22日、APCN2ケーブルの損傷により、台湾のインターネットユーザーが影響を受けた。
2020年4月10日、APCN2ケーブルの損傷により、マレーシアおよび近隣諸国のインターネットユーザーが影響を受けた。